# Polyfarmacie

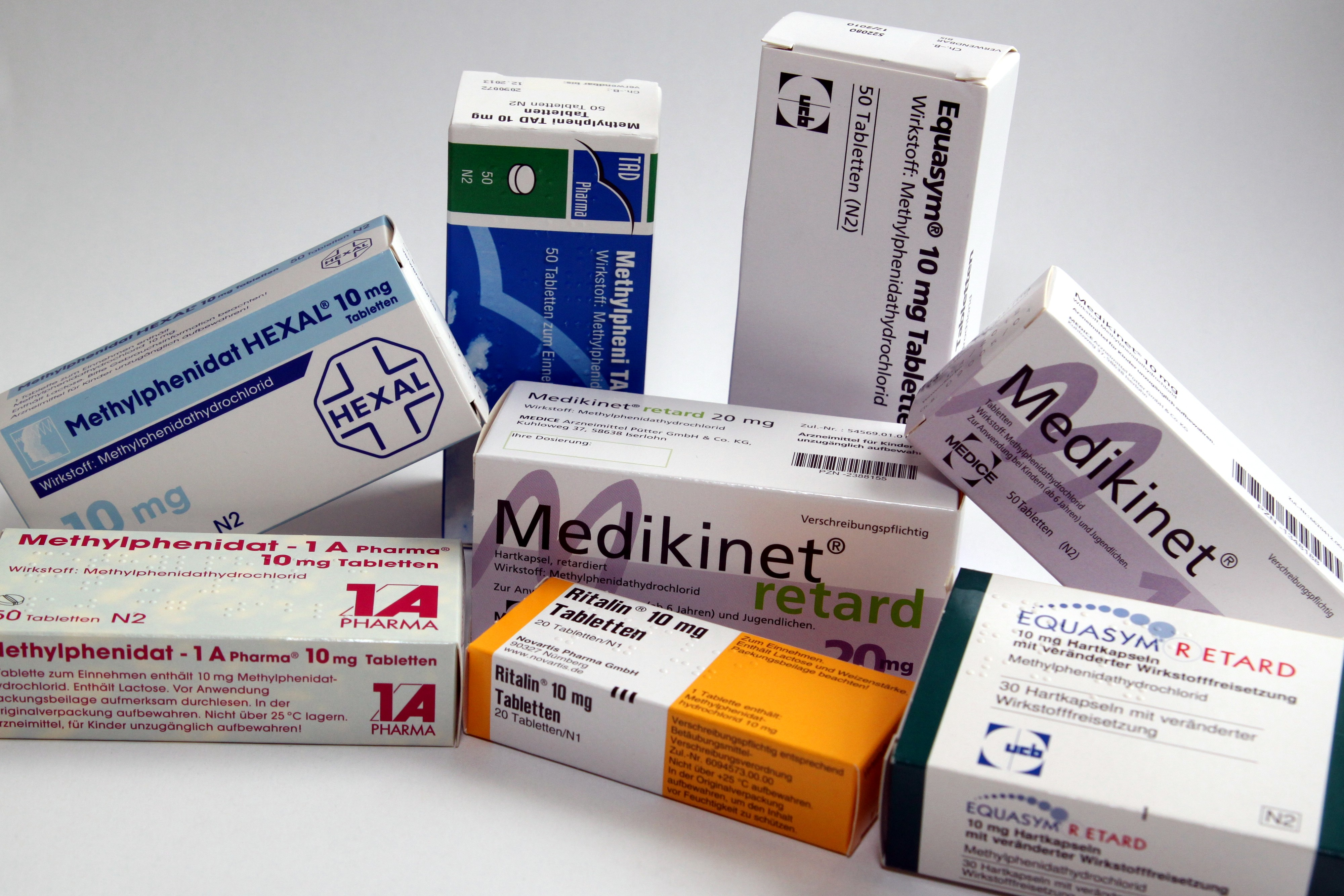

Polyfarmacie is het chronisch gebruik van vijf of meer verschillende geneesmiddelen. Polyfarmacie komt veel voor bij ouderen die meerdere aandoeningen hebben en dus meerdere geneesmiddelen tegelijk nodig hebben. Doordat er zoveel middelen tegelijk gebruikt worden, is de kans op interacties en bijwerkingen groter. Ook de therapietrouw neemt af met toename van het aantal gebruikte geneesmiddelen. Dit geldt met name voor middelen die chronisch gebruikt moeten worden, zoals medicijnen tegen een hoge bloeddruk of cholesterolverlagers.
In mei 2012 is de richtlijn Polyfarmacie bij ouderen verschenen, die artsen en apothekers helpt om medicatie voor ouderen zo goed mogelijk voor te schrijven. Doel is te voorkomen dat er geen onnodige medicatie wordt voorgeschreven, maar ook dat er geen medicatie achterwege gelaten wordt terwijl die wel nodig is. Ook is er aandacht voor bijwerkingen, interacties en de voorkeur van de patiënt.